# Antennuloniscus dilatatus
Antennuloniscus dilatatus är en kräftdjursart som beskrevs av Chardy 1974. Antennuloniscus dilatatus ingår i släktet Antennuloniscus och familjen Haploniscidae. Inga underarter finns listade i Catalogue of Life.